# مهرالدین حسنوف
مهرالدین حسنوف (روسی: Хасанов Мухриддин؛ زادهٔ ۲۳ سپتامبر ۲۰۰۲) بازیکن فوتبال است.
وی همچنین در تیم ملی فوتبال تاجیکستان بازی کرده‌است.